# Marius Măldărășanu
Marius Constantin Măldărășanu (* 19. April 1975 in Ploiești) ist ein ehemaliger rumänischer Fußballspieler. Er bestritt insgesamt 328 Spiele in der rumänischen Liga 1 und der türkischen Süper Lig. Im Jahr 1999 gewann er mit Rapid Bukarest die rumänische, im Jahr 2003 mit Beşiktaş Istanbul die türkische Meisterschaft.

## Karriere

### Verein
Die Karriere von Măldărășanu begann im Jahr 1996, als er in die erste Mannschaft von Petrolul Ploiești wechselte, die seinerzeit in der Divizia Națională spielte. Kam er in der Saison 1996/97 noch in der Hälfte der Spiele zum Einsatz, etablierte er sich in der Spielzeit 1997/98 als Stammkraft. Im Sommer 1998 wechselte er zu Ligakonkurrent Rapid Bukarest, wo er mit der Meisterschaft 1999 seinen ersten Titel gewinnen konnte. Während der fast zehn Jahre, die er für Rapid spielte, gehörte der Klub durchweg zur nationalen Spitze. Mit den Pokalsiegen 2002, 2006 und 2007 konnte er mit seiner Mannschaft drei weitere Titel gewinnen. Während dieser Zeit spielte er in der Rückrunde 2002/03 für Beşiktaş Istanbul, wo er die türkische Meisterschaft gewinnen konnte. Dabei kam lediglich zu drei Einsätzen. Den größten Erfolg im Europapokal konnte Măldărășanu mit Rapid feiern, als der Klub in der Saison 2005/06 ins Viertelfinale des UEFA-Pokals einzog und dort dem Lokalrivalen Steaua unterlag.
Anfang 2008 verließ Măldărășanu Rapid und schloss sich Zweitligist FC Brașov an, mit dem er am Saisonende in die Liga 1 aufstieg. Im Jahr 2010 beendete er seine aktive Laufbahn.

### Nationalmannschaft
Măldărășanu bestritt insgesamt acht Spiele für die rumänische Nationalmannschaft. Er debütierte am 2. Februar 2000 im Rahmen eines Turniers auf Zypern gegen Lettland. Auch in den beiden weiteren Turnierspielen kam er zum Einsatz. Im Mai 2000 gehörte er zum vorläufigen Aufgebot von Nationaltrainer Emerich Jenei für die Europameisterschaft in Belgien und den Niederlanden, wurde schließlich aber nicht nominiert. Nach zwei weiteren Kurzeinsätzen in Freundschaftsspielen im August 2000 und Februar 2001 wurde Măldărășanu fast vier Jahre lang nicht mehr berücksichtigt. Am 17. November 2004 kehrte er im WM-Qualifikationsspiel gegen Armenien ins Nationalteam zurück. Danach dauerte es erneut zwei Jahre, bevor Măldărășanu am 15. November 2006 im Freundschaftsspiel gegen Spanien letztmals aufgeboten wurde.

## Erfolge
- Rumänischer Meister: 1999
- Rumänischer Pokalsieger: 2002, 2006, 2007
- Türkischer Meister: 2003